# CherryOS
CherryOS — емулятором PowerPC G4, заснований на PearPC для платформи x86 Microsoft Windows, анонсований 12 жовтня 2004 року. Він був публічно представлений 9 березня 2005 року, розробку було припинено 6 травня 2005.